# الندوة العالمية للشباب الإسلامي
تعتبر الندوة العالمية للشباب الإسلامي، مؤسسة إسلامية عالمية مستقلة وهي عضو المنظمات غير الحكومية بهيئة الأمم المتحدة، world assembly of muslim youth  تضم أكثر من خمسمائة منظمة شبابية وطلابية إسلامية  تعنى بشباب المسلمين في قارات العالم الخمس ترسخ العقيدة الصحيحة المبنية على الكتاب والسنة وتنشر بينهم الوسطية وتحارب الغلو والتطرف وتهتم ببعض البرامج الإنسانية ككفالة الأيتام ومساعدة المناطق المنكوبة في الحروب والكوارث الطبيعية.

## النشأة والتأسيس
أنشئت الندوة العالمية للشباب الإسلامي في عام (1392هـ/1972م) وكانت ثمرة من ثمار أول مؤتمر شبابي من نوعة عقد بمدينة الرياض بإشراف وزارة المعارف آنذاك، وصدر المرسوم الملكي بإنشائها من لدن الملك فيصل بن عبد العزيز..وقامت الندوة عبر رحلتها التي تمتد لأكثر من (46) وعبر مكاتبها المنتشرة في مختلف بلدان العالم برعاية الشباب المسلم وتقديم ما يفيده في الحياة من برامح توعوية وثقافية ومعرفية وملتقيات شبابية تصقل مواهبه وتطور قدراته..كما تحظى بعضوية الأمم المتحدة وتنضوي تحت مظلتها العديد من الجمعيات الرسمية في كثير من البلدان.

## الهيئة الشرعية
1. عبد الله بن سليمان المنيع رئيسا
2. عبد الله بن محمد المطلق نائبا للرئيس
3. عبد الله بن وكيل الشيخ عضوا
4. حمد بن إبراهيم الشتوي عضوا
5. صالح بن إبراهيم آل الشيخ عضوا
6. عبد المحسن بن عبد الله الزكري عضوا

## إدارات الندوة
وتضم الندوة عدة إدارات أهمها:
1. إدارة البرامج التعليمة
2. إدارة البرامج الاجتماعية
3. إدارة التخطيط والدراسات
4. إدارة الإعلام وتقنية المعلومات
5. إدارة العمل التطوعي الشبابي
6. إدارة المكاتب والعلاقات الدولية

ولها أكثر من 30 مكتبا في مختلف قارات.

## إنجازات الندوة
- توسيع نطاق الاتصال بالشباب المسلم في العالم بمختلف الصور
- تحديد الاحتياجات والتحديات التي تواجه الشباب المسلم
- التعارف مع العناصر القيادية والمنظمات الإسلامية الصالحة، والقادرة على المشاركة في تنفيذ المشروعات الشبابية بالعالم.
- دراسة المشروعات التي تلبي حاجات الشباب المسلم، وتحديد أفضل السبل لتنفيذها
- توفير الوسائل والأدوات اللازمة لتحسين اداء أعمال منظمات الشباب المسلم والوصول به إلى المستوى المطلوب واللازم للعمل الجاد والمنافسة الفعالة.
- توفير الكفاءات المتخصصة في النشاطات والخدمات الشبابية الإسلامية كما أسهمت الندوة في مجالات متعددة أبرزها: الكتاب الإسلامي، والمؤتمرات واللقاءات، واقامة المخيمات، ودعم جهاز مكتب الامانة العامة بالرياض، واستكمال الأدوات اللازمة لاعمال المنظمات، واجراء بعض الدراسات والأبحاث على النشاطات الشبابية بشكل خاص، وبعض مجالات العمل الإسلامي بصفة عامة.[4]

## انظر ايضاً
- الرياض
- منظمة التعاون الاسلامي

## وصلات خارجية
- موقع الندوة العالمية للشباب الإسلامي